# Hokejová reprezentace Protektorátu Čechy a Morava
Hokejová reprezentace Protektorátu Čechy a Morava sehrála během ledna a února 1940 několik mezistátních zápasů. Tyto zápasy nejsou zahrnuty do oficiálních statistik české a československé hokejové reprezentace.
Některé z nich byly sehrány v hokejovém turnaji v rámci Týdne zimních sportů, který se konal jako náhražka za neuskutečněné zimní olympijské hry. Týden zimních sportů uspořádalo Německo v Ga-Pa, hokejového turnaje se zúčastnily státy, v nichž byly u moci fašistické vlády. Za tehdejší politické situace nebylo možné pozvání odmítnout.

## Přehled mezistátních zápasů
| Pořadí | Datum          | Soupeř    | Výsledek             | Soutěž                    | Místo utkání |
| ------ | -------------- | --------- | -------------------- | ------------------------- | ------------ |
| 143.   | 11. ledna 1940 | Německo   | 5:1 (2:1, 1:0, 2:0)  | přátelsky                 | Praha        |
| 144.   | 1. února 1940  | Slovensko | 12:0 (5:0, 4:0, 3:0) | Týden zimních sportů 1940 | GA-PA        |
| 145.   | 3. února 1940  | Itálie    | 5:0 (1:0, 1:0, 3:0)  | Týden zimních sportů 1940 | GA-PA        |
| 146.   | 4. února 1940  | Maďarsko  | 6:0 (3:0, 1:0, 2:0)  | Týden zimních sportů 1940 | GA-PA        |
| 147.   | 6. února 1940  | Maďarsko  | 1:1 (1:0, 0:0, 0:1)  | přátelsky                 | Praha        |
| 148.   | 7. února 1940  | Maďarsko  | 2:1 (0:0, 2:1, 0:0)  | přátelsky                 | Praha        |

## Bilance sezóny 1939/40
| Soupeř    | Zápasy | Výhry | Remízy | Prohry | Skóre |
| --------- | ------ | ----- | ------ | ------ | ----- |
| Itálie    | 1      | 1     | 0      | 0      | 5:0   |
| Maďarsko  | 3      | 2     | 1      | 0      | 9:2   |
| Německo   | 1      | 1     | 0      | 0      | 5:1   |
| Slovensko | 1      | 1     | 0      | 0      | 12:0  |
| Celkem    | 6      | 5     | 1      | 0      | 31:3  |

## Další zápasy reprezentace
| Datum          | Soupeř          | Výsledek             | Soutěž    | Místo utkání |
| 22. února 1940 | SK Olomouc ASO  | 12:2 (5:1, 4:0, 3:1) | přátelsky | Olomouc      |
| 23. února 1940 | SK Královo Pole | 9:0 (3:0, 4:0, 2:0)  | přátelsky | Brno         |

### Přátelské mezistátní zápasy
Protektorát Čechy a Morava –  Německo 	5:1 (2:1, 1:0, 2:0)
11. ledna 1940 – Praha

Branky a nahrávky Protektorátu: 2. Ladislav Troják (Josef Maleček), 7. František Pergl, 25. Oldřich Kučera (Josef Maleček), 35. František Pergl, 42. František Pergl (Jan Plocek, Viktor Lonsmín).

Branky a nahrávky Německa: 9. Walter Schmiedinger (Philipp Schenk).

Rozhodčí: Erich Röhmer (GER), Josef Herman (PČM)

Vyloučení: 2:2 (využití 0:0)
Čechy a Morava: Bohumil Modrý – František Pácalt, Josef Trousílek, Vilibald Šťovík – Ladislav Troják, Josef Maleček, Oldřich Kučera – František Pergl, Jan Plocek, Viktor Lonsmín.
Německo: Alfred Hoffmann – Gustav Jaenecke (1. Karl Wild), Rudolf Tobien – Walter Feistritzer, Oskar Nowak, Friedrich Demmer – Walter Schmiedinger, Philipp Schenk, Herbert Schibukat.
 Protektorát Čechy a Morava –  Maďarsko 	1:1 (1:0, 0:0, 0:1)
6. února 1940 – Praha

Branka Protektorátu: 12. František Pergl.

Branka Maďarska: 32. Béla Gosztónyi.

Rozhodčí: Josef Ženíšek (PČM), Jiří Reisenzahn (PČM)
Čechy a Morava: Bohumil Modrý – František Pácalt, Vilibald Šťovík – Ladislav Troják, Josef Maleček, Oldřich Kučera – František Pergl, Jaroslav Drobný, Viktor Lonsmín.
Maďarsko: István Hircsák – Zoltán Jeney, Miklós Barcza (István Hubay-Hruby) – András Gergély, Sándor Miklós, Béla Gosztónyi – Frigyes Helméczy, Béla Háray, Ferenc Szamósi.
 Protektorát Čechy a Morava –  Maďarsko 	2:1 (0:0, 2:1, 0:0)
7. února 1940 – Praha

Branky a nahrávky Protektorátu: 22. Josef Maleček (František Pergl), 28. František Pergl.

Branka Maďarska: 17. Sándor Miklós.

Rozhodčí: Jaroslav Kladrubský (PČM), Bakovský (PČM)
Čechy a Morava: Jiří Hertl – František Pácalt, Vilibald Šťovík – Ladislav Troják, Josef Maleček, Oldřich Kučera – František Pergl, Jaroslav Drobný, Viktor Lonsmín.
Maďarsko: István Hircsák – Zoltán Jeney, Miklós Barcza (István Hubay-Hruby) – András Gergély, Sándor Miklós, Béla Gosztónyi – Frigyes Helméczy, Béla Háray, Ferenc Szamósi.

## Další zápasy reprezentace
Protektorát Čechy a Morava –  SK Olomouc ASO (Haná) 12:2 (5:1, 4:0, 3:1)
22. února 1940 – Olomouc

Branky Protektorátu: 3x Oldřich Kučera, 2x Josef Maleček, 2x Josef Trousílek, František Pergl, Jan Plocek, Vilibald Šťovík, František Pácalt, Viktor Lonsmín.

Branky SK Olomouc: Pernička, Pavelka.

Rozhodčí: Paleček (PČM), Janeček (PČM)
Čechy a Morava: Bohumil Modrý – Josef Trousílek, Vilibald Šťovík, František Pácalt – Ladislav Troják, Josef Maleček, Oldřich Kučera – František Pergl, Jan Plocek, Viktor Lonsmín.
SK Olomouc: Jureček, Novák - Alois Cetkovský, Gardavský, Gerrich, Závešický, Karásek, Pernička, Kraváček, Sontág, Pavelka, Krestýn, Havlena.
 Protektorát Čechy a Morava –  SK Královo Pole 9:0 (3:0, 4:0, 2:0)
23. února 1940 – Brno

Branky Protektorátu: 4x Josef Maleček, František Pergl, Josef Trousílek, Jan Plocek, Viktor Lonsmín, Ladislav Troják.

Rozhodčí: Janovský (PČM), Boda (PČM)
Čechy a Morava: Jiří Hertl – Josef Trousílek, Vilibald Šťovík, František Pácalt – Ladislav Troják, Josef Maleček, Oldřich Kučera – František Pergl, Jan Plocek, Viktor Lonsmín.